# Лемурообразные
Лемурообра́зные (лат. Lemuriformes), или лему́ры, — инфраотряд приматов из подотряда полуобезьян (Strepsirrhini), эндемичный для Мадагаскара и близлежащих к нему Коморских островов. В нём объединены все представители отряда, жившие или живущие на Мадагаскаре.

## Описание
Лемуры существенно различаются по размерам, массе и внешнему виду. Так, некоторые карликовые лемуры весят всего 30 г, тогда как среди индри встречаются особи, достигающие 10 кг, а вымершие виды были значительно крупнее, до 160 кг (археоиндри). Общим признаком являются выдающиеся вперёд резцы и клыки нижней челюсти, а также удлинённый коготь на втором пальце задних лап.
Лемурообразные встречаются только на Мадагаскаре и на Коморских островах. Название «лемуры» происходит от мифических древнеримских «лемуров», синонима лярв. Вероятно, это обусловлено ночным образом жизни большинства лемуров и их крупными глазами.
Оценка времени разделения лориобразных и лемурообразных колеблется от консервативных 50—53 млн до 80 млн лет назад. По результатам исследования палеоДНК вымерших субфоссильных лемуров и современных видов, предполагается, что все виды лемуров Мадагаскара произошли от одного общего предка, заселившего остров около 60 млн. лет назад. Возможно, группа особей этого предкового вида попала на Мадагаскар из Африки, вынесенная через Мозамбикский пролив на естественном плоту из растительности.
Лемуры дожили до настоящих дней благодаря изоляции Мадагаскара, поскольку высшие приматы и крупные наземные хищные не смогли попасть на остров. Разнообразие лемуров здесь объясняется тем, что они заняли все экологические ниши, потенциально пригодные для обезьян, тогда как лориобразные в Африке и Азии занимают только свои экологические ниши. Из-за охоты людей, заселивших Мадагаскар около 2000 лет назад, скотоводства, выжигания растительности под сельхозугодья, а также других факторов, 17 наиболее крупных видов лемуров вымерли.

## Систематика

### Внешняя систематика
Среди приматов лемурообразные образуют вместе с лориобразными (Lorisiformes) подотряд более древних и примитивных мокроносых приматов. Их классификация как полуобезьян сегодня рассматривается как устаревшая. Монофилия лемуров считается сегодня благодаря молекулярно-генетическим исследованиям практически доказанной, однако существует не столь много общих морфологических признаков, подтверждающих разделение обоих подотрядов. К таким признакам относятся строение области уха и кровоснабжение головы: внутренняя сонная артерия у лориобразных — в отличие от лемурообразных — почти полностью редуцирована.
Положение лемуров в генеалогическом древе приматов отмечено в следующей кладограмме:
```
Приматы
 (Primates)
  ├──
Сухоносые приматы
 (Haplorhini)
  |    ├──
Обезьянообразные
 (Simiiformes)
  |    └──
Долгопятообразные
 (Tarsiiformes)
  └──
Мокроносые приматы
 (Strepsirrhini
)

       ├──
Лориобразные
 (Lorisiformes)
       └──
Лемурообразные
 (Lemuriformes)
```

### Внутренняя систематика
Возможная кладограмма современных лемурообразных выглядит следующим образом:
```
Лемурообразные (Lemuriformes)
  ├──Руконожковые (Daubentoniidae)
  └──N.N.
     ├──Карликовые лемуры (Cheirogaleidae)
     ├──Лепилемуровые (Lepilemuridae)
     └──N.N.
        ├──Лемуровые (Lemuridae)
        └──Индриевые (Indriidae)
```

Многие приматологи выделяют руконожек Мадагаскара в инфраотряд Chiromyiformes.
Систематика и количество известных или различаемых видов в последние годы уточняется, благодаря исследованиям ДНК. Ещё в 1999 году к лемурообразным относили 32 вида (Nowak, 1999), а широкомасштабное филогенетическое исследование, проведённое в 2012 году, определило 101 вид в 15 родах, сгруппированных в 5 семейств. Ниже приведена система лемурообразных до уровня родов.

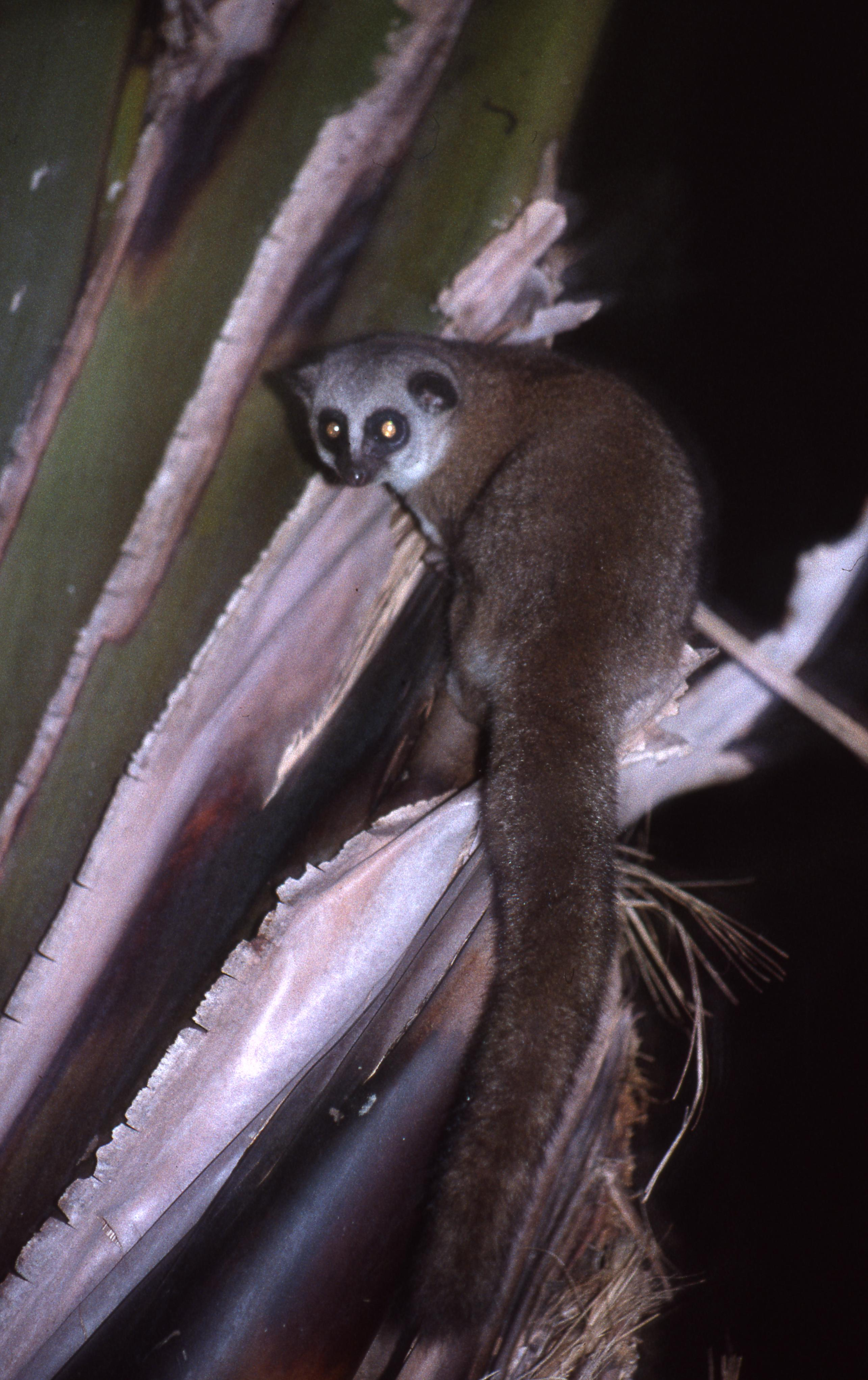
Большой мышиный лемур (Cheirogaleus major)

- семейство руконожковые (Daubentoniidae)
- семейство карликовые лемуры (Cheirogaleidae)
- семейство лепилемуровые (Lepilemuridae)
- семейство †мегаладапиды (Megaladapidae)
- семейство лемуровые (Lemuridae)
- семейство индриевые (Indriidae)
  - подсемейство (Indriinae)
    - авагисы (Avahi): 9 видов
    - сифаки (Propithecus): 9 видов
    - индри (Indri indri)

  - подсемейство †палеопропитековые (Palaeopropithecinae)
    - †мезопропитеки (Mesopropithecus): 3 вида
    - †бабакотии (Babakotia)
    - †палеопропитеки (Palaeopropithecus): 3 вида
    - †археоиндри (Archaeoindris)

  - подсемейство †Archaeolemurinae
    - †археолемуры (Archaeolemur): 2 вида
    - †гадропитеки (Hadropithecus)

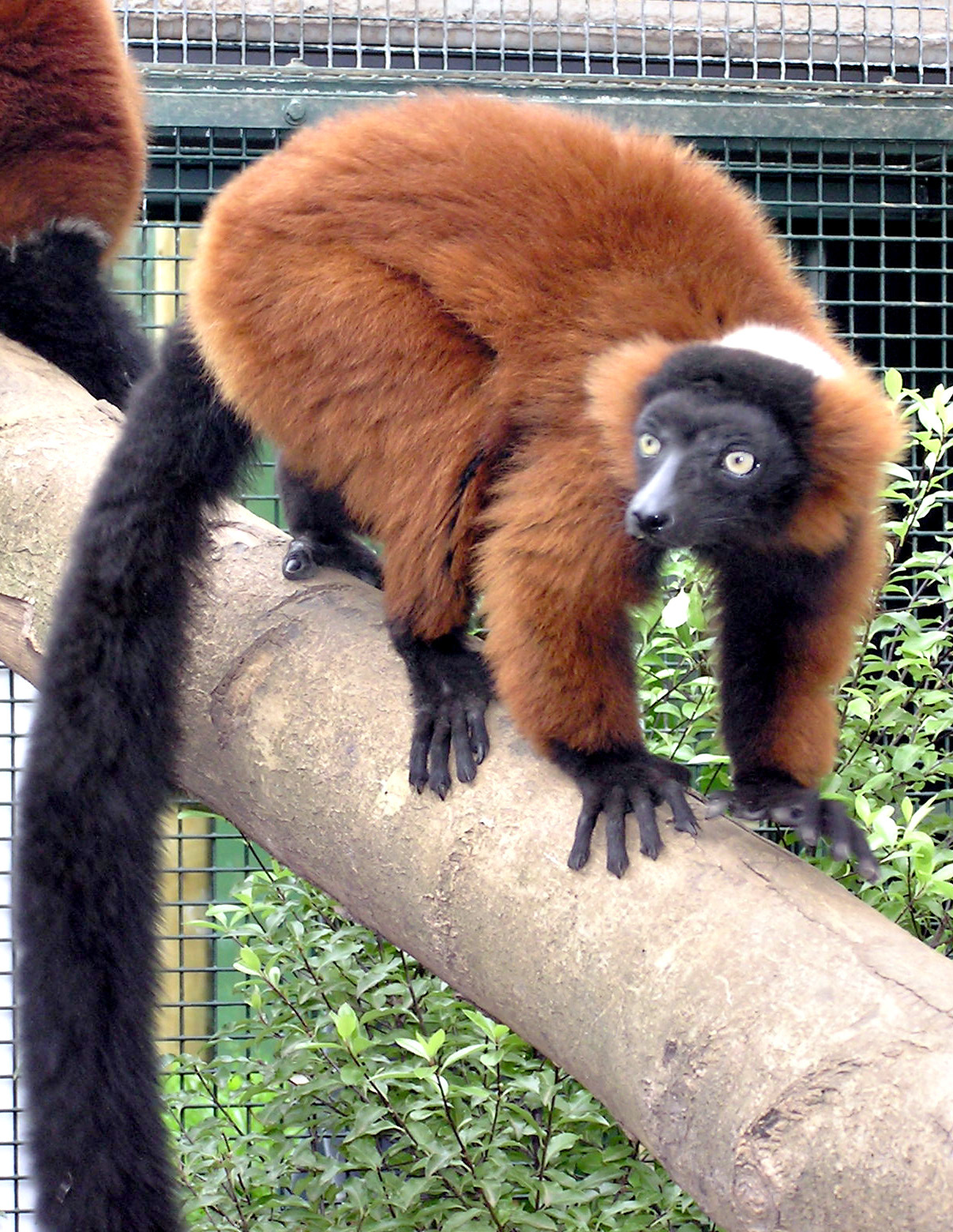
Рыжий вари (Varecia rubra)

Разделение живущих ныне лемурообразных на пять семейств морфологически и генетически хорошо обосновано, однако их эволюционная история ещё не до конца прояснена. Руконожковые, без сомнений, являются самой ранней отколовшейся ветвью и сестринской группой всех остальных лемурообразных. Родственные связи остальных четырёх семейств остаются невыясненными; кроме того, неясна позиция мегаладапид. Ранее предполагаемое родство с лепилемуровыми, основанное на схожести в строении зубов, исследованиями не подтвердилось.